# 渡海制
渡海制（とかいせい）とは、古代日本における正式な外交使節（遣唐使・遣新羅使・遣渤海使など）や国家の許可を受けた者以外の海外渡航を禁止する規定。

## 概要
「渡海制」の名称は、『小右記』寛仁3年8月3日条の裏書に用いられた同7月13日付大宰府解案の文中に由来する。これは同年に発生した刀伊の入寇の直後に対馬の判官代であった長岑諸近が刀伊に連行された家族の行方を求めて「渡海制」の重い規定を破って高麗に渡った後、現地にて他の日本人女性を奪還して帰国・出頭してきた事件について大宰府から太政官に対して行われた報告の控えである。この中で諸近の行動が「異国に投じることについての朝制」「越渡異域の禁制」に反するものであったとされている。
こうした海外渡航の禁止は古くは唐が滅亡して遣唐使が名実ともに廃絶した延喜年間（10世紀初頭）以降の日本外交における「鎖国的孤立方針」を示すとされてきたが、近年では公的使節以外の往来を禁じてきた律令国家共通の外交方針の反映・延長であり、国外商船の渡航制限として延喜年間に導入された「年紀制」とともに、唐滅亡とそれと前後する東アジア地域の混乱から日本の国家体制（＝律令国家）を守るための政策であったとされ、陸続きである新羅や渤海と違って島国であった日本にはその外交方針を維持できる地理的条件が備わっていたと考えられている。
また、9世紀以後の唐や新羅における海外渡航の規制の緩和に伴う商船の来航に刺激される形で、唐物舶来品需要に目を付けた密貿易商による海外渡航が発生するようになり、日本の国家（朝廷および出先機関である大宰府）もこうした密航・密輸を防止する対策として従来から存在した「渡海制」を理由とした取締を行うようになったとみられている（それまでは遣唐使船などの渡海の困難ぶりから想定されることがなかった）。
11世紀に入ると国家の許可を受けて高麗に渡った日本の商船の事例も現れるようになるが、同時に長岑諸近のように「渡海制」を理由として摘発あるいは処分された事例も確認される。「渡海制」や「年紀制」が効力を失うのは、権門が貿易に公然と介在を始めて国家による貿易統制が困難となった鳥羽院政の時代（12世紀中期）とみられている。なお、外国使節や商人を接待・宿泊させるとともに一般の人々と接触させないために隔離する目的も担っていた大宰府近くの鴻臚館が廃されるのも同じ時期とされている。
なお、「渡海制」が律令法におけるどこの部分に指すかについては、大宝律おおび養老律の相当部分が散逸してしまっているために確定できないものの、衛禁律の逸文に外国に行くことを罰する規定があったとする説と八虐の1つである「謀叛」の例として挙げられている外国との通謀行為の中に含まれていたとする説がある。